# Tramwaje w Witebsku
Tramwaje w Witebsku – system komunikacji tramwajowej w białoruskim mieście Witebsk działający od 1898 roku. Jeden z dwóch systemów tramwajowych w obwodzie witebskim (obok systemu w Nowopołocku).

## Historia
W 1895 r. wpłynęły do rady miasta pierwsze plany budowy tramwajów w Witebsku. Zajezdnię wybudowano przy ul. Zadunowskiej, która mogła pomieścić do 42 wagonów. Od 1896 r. do 1898 r. zostały zbudowane cztery odcinki linii tramwajowych. Łączna długość zbudowanych linii wynosiła 6 km. 25 kwietnia 1898 r. właściciel koncesji p. Guillon sprzedał koncesję belgijskiej spółce “Tramways de Witebsk”. Otwarcie tramwajów w Witebsku nastąpiło 18 czerwca 1898 r. Spółka “Tramways de Witebsk” eksploatowała tramwaje do czasu wybuchu rewolucji październikowej w 1917 r. Średnia płaca miesięczna (w 1914 r.) motorniczego wynosiła 20–25 rubli, a konduktora 18–20 rubli. Dzień pracy trwał 18 godzin.
Od początku lat 20. XX wieku zaczął się poprawiać stan techniczny taboru i infrastruktury. W 1925 r. wybudowano nową linię od ulicy Gogolewskiej do Winczewskiej. Rok później nową trasę wybudowano wzdłuż ulicy Bolnicznej. W 1933 r. i 1934 r. oddano do eksploatacji dwie linie odpowiednio: do Surazu i przedłużenie linii wzdłuż ulicy Frunze. W 1935 r. otwarto pierwszą linię szerokotorową (1524 mm) przez most nad Dźwiną do placu Swobody gdzie wybudowano pętlę. W 1940 r. w Witebsku było 6 linii o łącznej długości 50 km.
Od początku II wojny światowej do 1941 r. tramwaje kursowały bez zakłóceń. W czasie okupacji niemieckiej niemal cała infrastruktura została zniszczona. Po wyzwoleniu miasta przystąpiono do odbudowy zniszczonej infrastruktury tramwajowej, także w latach 1946–1949 odbudowano prawie 26 km tras tramwajowych, oraz zajezdnię tramwajową. Ruch tramwajowy wznowiono 5 października 1947 r. W październiku 1960 r. otwarto linię tramwajową nr 7 na trasie ulica Frunze – DOK. W 1961 r. tramwaje zostały wyposażone w łączność radiową oraz bezkonduktorską obsługę tramwajów. 20 listopada 1966 r. otwarto muzeum komunikacji miejskiej.
Do 2020 r. sieć tramwajowa liczyła ok. 36,1 km torów (w 90% w pełni wydzielonych z jezdni) i osiem linii. 21 lipca tego roku wstrzymano ruch tramwajów na pięciokilometrowym odcinku wzdłuż prospektu Liudnikowa i ulicy Gagarina w związku z przebudową trzypasmowej ul. Gagarina na sześciopasmową. Linie 1 i 3 skrócono do prospektu Frunzego i zlikwidowano linię nr 5, a już 22 lipca rozpoczęto rozbiórkę torowiska.

## Linie
Stan z lutego 2020 r.
| Linia | Trasa                                            |
| ----- | ------------------------------------------------ |
|       | wulica Haharyna ↔ wulica Maksima Horkaha         |
|       | wulica Pietrusia Brouki ↔ wulica Maksima Horkaha |
|       | wulica Haharyna ↔ wulica Pietrusia Brouki        |
|       | wulica Haharyna ↔ praspiekt Frunzie              |
|       | praspiekt Frunzie ↔ wulica Maksima Horkaha       |

## Tabor
W roku otwarcia tramwajów w Witebsku było 18 wagonów silnikowych i 15 letnich wagonów doczepnych. Do 1930 r. we wszystkich eksploatowanych tramwajach zabudowano pomosty. W 1934 r. dostarczono pierwsze 4 tramwaje typu H. W czasie II wojny światowej wszystkie 62 wagony zostały zniszczone. W 1947 r. odbudowanych i sprawnych było 19 wagonów. W 1948 r. otrzymano z Moskwy 20 używanych tramwajów. W 1958 r. dostarczono 6 nowych tramwajów MTW-82. W 1961 r. otrzymano nowe składy tramwajowe KTM/KTP-2. Do 1975 r. otrzymano nowe typy tramwajów: RWZ-6 oraz KTM-5, liczebność taboru wynosiła 170 wagonów. Najnowsze tramwaje dla Witebska dostarcza białoruska firma Biełkommunmasz, która od 2005 r. dostarczyła 15 tramwajów typu AKSM-60102, a po 2009 r. dostarczyła 44 częściowo niskopodłogowe tramwaje typu AKSM-62103.
Stan z lutego 2020 r.
| Zdjęcie        | Typ            | Eksploatacja od | Liczba |
| -------------- | -------------- | --------------- | ------ |
|                | KTM-5          | 1973            | 11     |
|                | KTM-8KM        | 2014            | 6      |
|                | AKSM-60102     | 2015            | 15     |
|                | AKSM-62103     | 2009            | 44     |
| Łączna liczba: | Łączna liczba: | Łączna liczba:  | 76     |

Tabor techniczny składa się z 12 wagonów.